# Loxosceles accepta
Espèce
Loxosceles accepta est une espèce d'araignées aranéomorphes de la famille des Sicariidae.

## Distribution
Cette espèce est endémique de la région de Cuzco au Pérou,. Elle se rencontre vers Huadquiña et de Quillabamba.

## Description
Le mâle holotype mesure 8,5 mm.
Le mâle décrit par Gertsch en 1967 mesure 8,5 mm et la femelle 9 mm.

## Systématique et taxinomie
Cette espèce a été décrite par Chamberlin en 1920.

## Publication originale
- Chamberlin, 1920 : « South American Arachnida, chiefly from the guano islands of Peru. » Brooklyn Museum of Science Bulletin, vol. 3, no 2, p. 35-44.